# Messatoporus nigrispina
Messatoporus nigrispina är en stekelart som först beskrevs av Cameron 1885.  Messatoporus nigrispina ingår i släktet Messatoporus och familjen brokparasitsteklar. Inga underarter finns listade i Catalogue of Life.